# Station Jastrzębie Śląskie
Station Jastrzębie Śląskie is een spoorwegstation in de Poolse plaats Jastrzębie.